# Tachypleus
Tachypleus is een geslacht binnen de familie der degenkrabben (Limulidae). De soorten uit het geslacht komen voor langs de kusten van het zuiden, zuidoosten en oosten van Azië. 

## Soorten
- † Tachypleus decheni[1]
- Molukkenkreeft (Tachypleus gigas) - (Müller, 1785)
- Tachypleus tridentatus - (Leach, 1819)